# 匍匐风轮菜
匍匐风轮菜（学名：Clinopodium repens）为唇形科风轮菜属下的一个种。

## 扩展阅读
- 維基物種上的相關：匍匐风轮菜